# 1998 FN11
1998 FN11 är en asteroid i huvudbältet som upptäcktes den 22 mars 1998 av de båda japanska astronomerna Takeshi Urata och Yoshisada Shimizu vid Nachi-Katsuura-observatoriet.
Asteroiden har en diameter på ungefär 11 kilometer.